# Stanislav Bohuslav Jarolímek

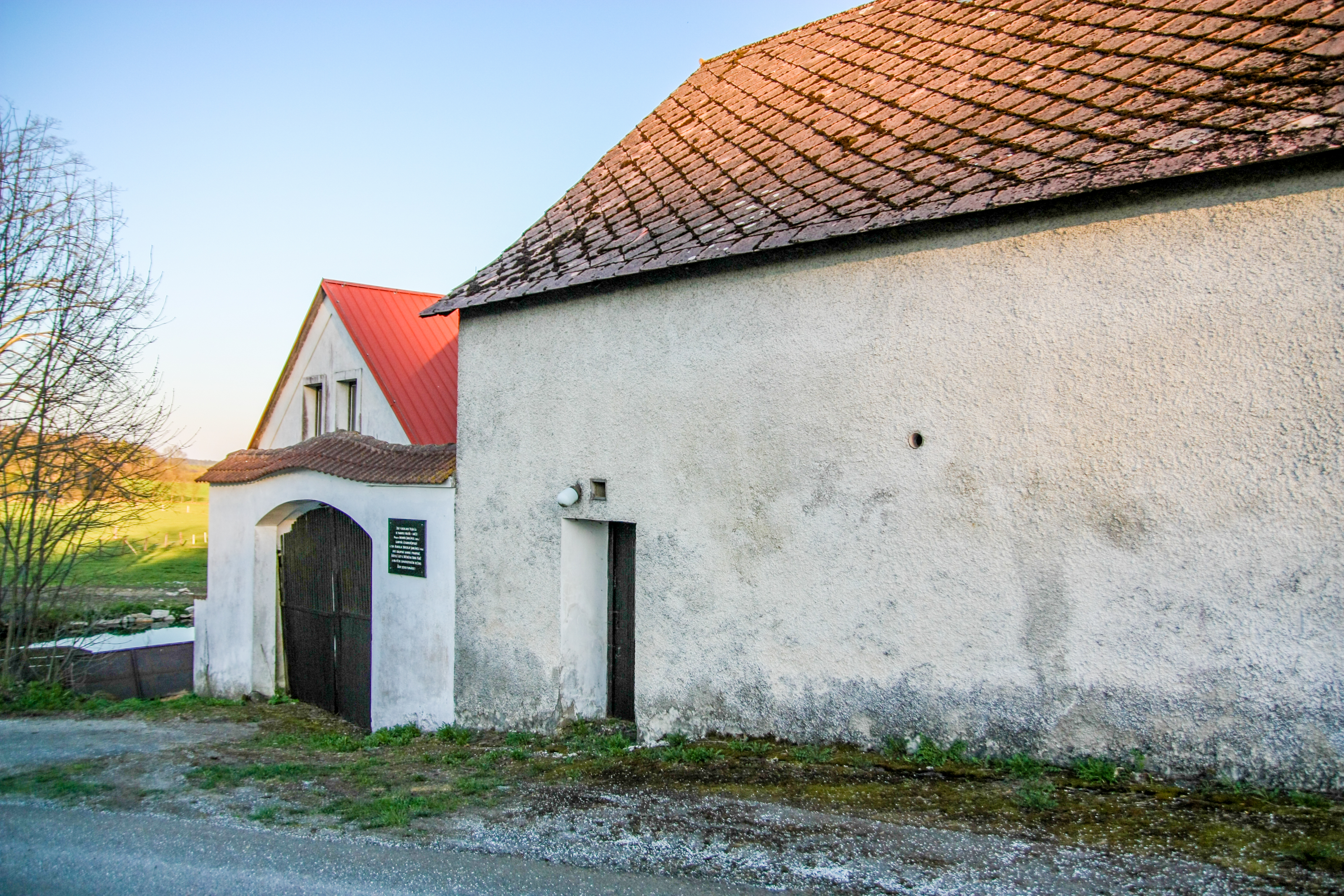
Rodná usedlost bratrů Jarolímků

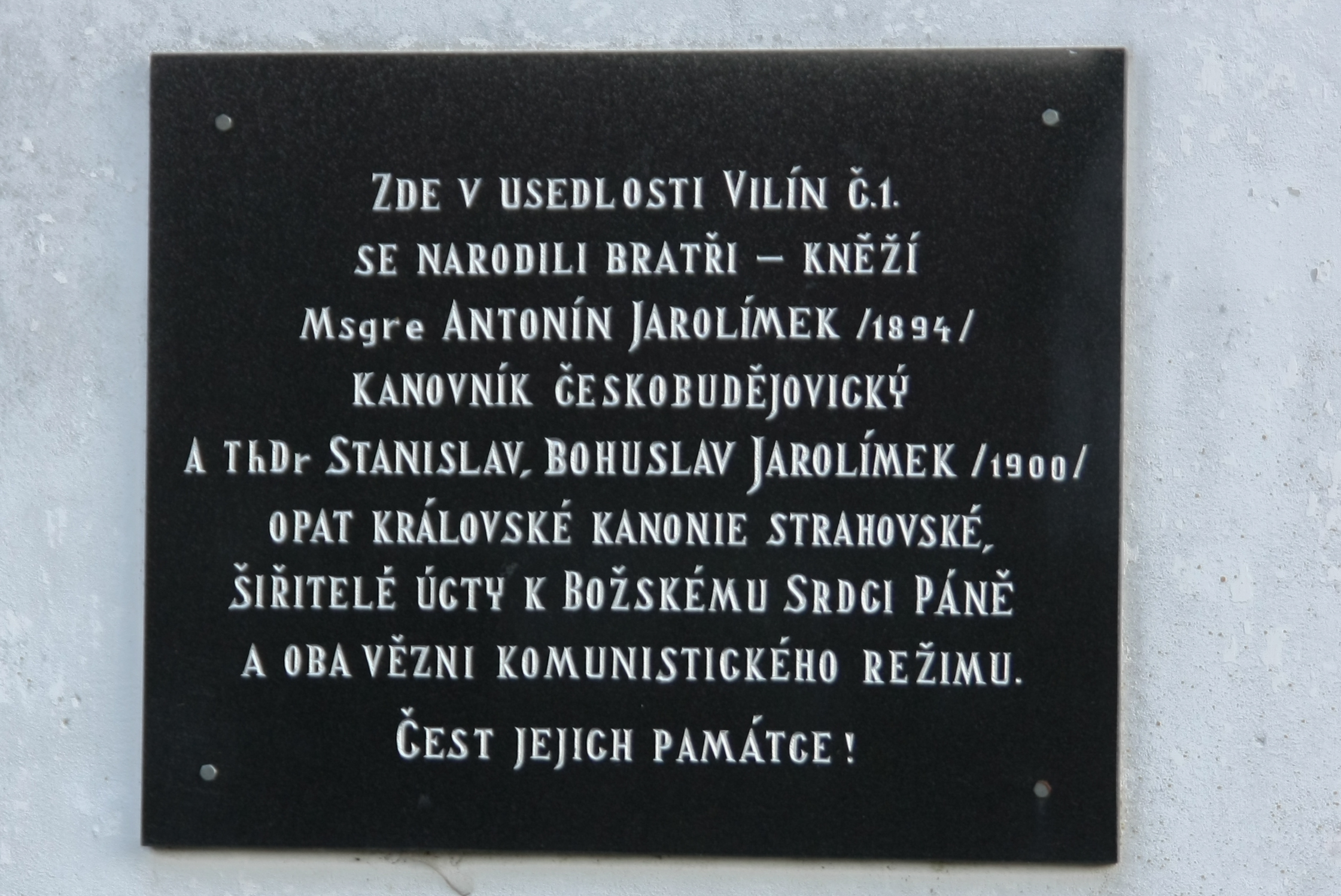
Pamětní deska na zdi usedlosti, v níž se Jarolímek narodil

Bohuslav Stanislav Jarolímek, křtěný Stanislav Kostka (14. listopadu 1900 Vilín, okres Písek – 31. ledna 1951 Praha) byl český římskokatolický kněz a premonstrát, od roku 1942 opat Strahovského kláštera.

## Život
Stanislav Jarolímek se narodil v malé jihočeské vesničce Vilín do rodiny rolníka Antonína Jarolímka a jeho ženy Františky rodem Stiborové. Vyrůstal ve velké rodině s dalšími devíti sourozenci, staršími bratry Jindřichem *1884, Josefem *1885, Augustinem *1887,  Antonínem *1894 a  Františkem *1896, starší sestrou Marií *1891 a mladší sestrou Anežkou *1903. Obecnou školu navštěvoval v Chýšce a již zde se počal formovat jeho příklon ke kněžství, když jeho starší bratr Antonín studoval v kněžském semináři. 
Od roku 1914 studoval dva roky na gymnáziu v Táboře, poté přešel na české gymnázium do Českých Budějovic, kde v roce 1920 odmaturoval. Po maturitě chtěl vstoupit do českobudějovického kněžského semináře, s tím, že by rád šel studovat do Říma, což mu nebylo umožněno a tak se rozhodl pro vstup k premonstrátům na Strahov.
Do premonstrátského řádu vstoupil v roce 1920. Teologická studia absolvoval v Římě, na kněze byl vysvěcen 30. listopadu 1926. Od roku 1939 byl koadjutorem strahovského opata Metoděje Jana Zavorala, po jeho smrti v roce 1942 byl jmenován opatem. Po roce 1945 patřil mezi tři kandidáty na pražský arcibiskupský stolec. V roce 1949 těžce onemocněl a v srpnu 1950 byl hospitalizován v nemocnici sester alžbětinek v Bratislavě. Zde byl zatčen jako poslední oběť připravovaného monstrprocesu Zela a spol. a v prosinci téhož roku byl odsouzen k 20 letům vězení. Kvůli zánětu plic a finálnímu stadiu rakoviny byl převezen do pankrácké vězeňské nemocnice, kde poslední lednový den roku 1951 zemřel.

## Prameny
- Spisovna Krajského soudu v Praze, Rozsudek St. soudu v Praze Ts I/VII 142/50.
- Spisovna Městského soudu v Praze, Rozsudek St. soudu v Praze Ts I/VII 142/50, rehabilitační rozsudek Městského soudu v Praze 20 Tr 16/69, s. 35–36.